# 马齿苋属
马齿苋属（学名：Portulaca）是马齿苋科下的一个属，为肉质、平卧或斜生草本植物。该属共有200种，分布于热带、亚热带地区。
属名Portulaca来源于拉丁语portulaca，即马齿苋。

## 物种
本属包括以下物种：
- 小松针牡丹 Portulaca gilliesii
- 大花马齿苋 Portulaca grandiflora
- 小琉球马齿苋 Portulaca insularis
- Portulaca laljii P. Sivaramakrishna & P. Yugandhar, 2020[3]
- 金钱木 Portulaca molokiniensis
- 马齿苋 Portulaca oleracea
- 毛马齿苋 Portulaca pilosa
- 沙生马齿苋 Portulaca psammotropha
- 四瓣马齿苋 Portulaca quadrifida
- 环翅马齿苋 Portulaca umbraticola